# Motohiro Kawashima
Motohiro Kawashima (川島 基宏, Kawashima Motohiro)  é um compositor japonês de videogame e produtor de techno. Ele é mais conhecido por suas colaborações com o compositor Yuzo Koshiro em vários jogos, incluindo Streets of Rage 2 e 3. Ele se graduou na Kunitachi College of Music.

## Biografia
Kawashima nasceu na cidade de Nagoya, província de Aichi, Japão. Ele cresceu ouvindo música clássica, como a de George Gershwin. Ele também ouviu artistas como Ryuichi Sakamoto e Haruomi Hosono. Mais tarde, ele se mudou para Tóquio e se interessou pela cultura techno. Durante seu tempo na Kunitachi College of Music, ele criou sua própria música techno e foi apresentado a Yuzo Koshiro, que estava procurando por funcionários em sua empresa,a Ancient. Ele ingressou na empresa em 1992, onde compôs para Shinobi II: The Silent Fury e as versões de Game Gear e Master System de Batman Returns, com Koshiro o ajudando em ambos os projetos. Os dois trabalhariam juntos novamente em Streets of Rage 2 e 3, com ele compondo aproximadamente metade da trilha sonora deste último. Durante esse período, eles também costumavam ir a boates em busca de inspiração musical.
Em 2010, ele usou o pseudônimo Kylie & Kashii enquanto trabalhava como compositor para a gravadora D-topia Entertainment. Em 2013, ele compôs para o jogo Oh, Deer!, como resultado de uma reunião com Brandon Sheffield depois de ele ter ficado impressionado com seu trabalho em Streets of Rage 3. Ele também irá compor para Streets of Rage 4, junto com Koshiro, Yoko Shimomura, Hideki Naganuma e Keiji Yamagishi.

## Trabalhos

### Jogos eletrônicos
- Batman Returns (versões de 8 bits da Sega) (1992)
- Shinobi II: The Silent Fury (1992) - com Yuzo Koshiro
- Streets of Rage 2 (1992) - com Yuzo Koshiro
- Streets of Rage 3 (1994) - com Yuzo Koshiro
- Advanced Dungeons & Dragons: Eye of the Beholder (versão do Mega CD) (1994) - com Yuzo Koshiro
- Manji Psy Yuuki (1995) - com Yuzo Koshiro
- Zork I: The Great Underground Empire (versões de PlayStation e Saturn) (1996) - com Yuzo Koshiro
- Vatlva (1996) - com Yuzo Koshiro
- Group S Challenge (2003) - com TJD, Takeshi Yanagawa e C-Robots
- Amazing Island (2004) - com Yuzo Koshiro
- Ueki no Housoku (2006) - com Yuzo Koshiro e Takeshi Yanagawa
- Katekyo Hitman Reborn! Dream Hyper Battle! (2007) - com Yuzo Koshiro e Takeshi Yanagawa
- Katekyo Hitman Reborn! Battle Arena (2008) - com Takeshi Yanagawa
- Katekyo Hitman Reborn! Battle Arena 2 (2009) - com Takeshi Yanagawa
- Dead Heat (2010) - com Yuzo Koshiro
- Oh, Deer! (2013)
- Streets of Rage 4 (2020) - com Yuzo Koshiro, Yoko Shimomura, Hideki Naganuma, e Keiji Yamagishi

### Outros
- "NANBA" (2010), uma canção do grupo de rock experimental KOR=GIRL - como Kylie & Kashii
- "Human Future" (2010), uma canção da artista electro-pop Aira Mitsuki - como Kylie & Kashii
- "GATE or EXIT" (2011), uma canção dos artistas Aira Mitsuki e Saori@destiny - como Kylie & Kashii